# Frédéric Samuel Cordey
Pour les articles homonymes, voir Cordey.
Frédéric Samuel Cordey, né le 9 juillet 1854 à Paris et mort dans la même ville le 19 février 1911, est un peintre français appartenant au groupe impressionniste.
Particulièrement lié avec Auguste Renoir, il possède une fortune personnelle qui lui permet de travailler selon son goût, sans se préoccuper de la publicité que peuvent lui apporter les marchands.

## Biographie

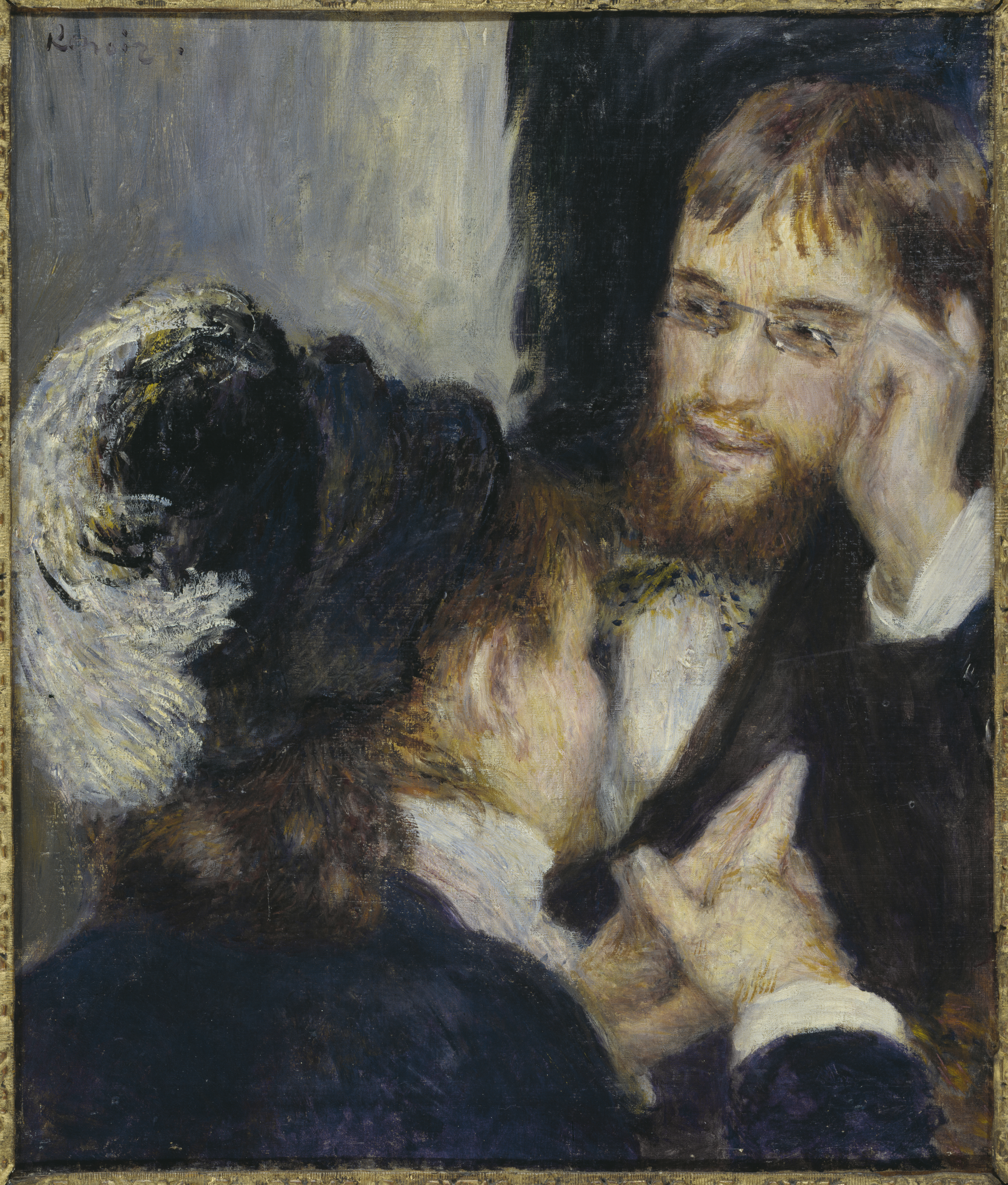
La Conversation (représentant le peintre Cordey et l'un de ses modèles préférés, Marguerite Legrand, dit « Margot »), par Auguste Renoir, 1879, Nationalmuseum à Stockholm.

Élève d'Isidore Pils et de Gustave Boulanger à l'École des beaux-arts de Paris, il fait partie d'un groupe qui se révolte contre l'enseignement de ses professeurs avec son camarade Pierre Franc-Lamy. Cordey abandonne très vite la peinture enseignée à l'académie pour suivre la voie des impressionnistes, et il expose avec eux en 1877 avec quatre tableaux : Rue à Montmartre, Le Pont des Saints-Pères, le Séchoir (Chantilly), et Pêcheur (esquisse).
En 1881, Gustave Caillebotte fait savoir à Camille Pissarro qu'il souhaite que Cordey expose avec les impressionnistes mais, cette année-là, Cordey est à Alger avec André Lhote. Cordey exposera plus tard avec les indépendants.
Proche de Renoir dont il est un des plus fidèles compagnons, il figure dans plusieurs tableaux du maître : Bal du moulin de la Galette et dans La Conversation. Le fils d'Auguste, Jean Renoir, rapporte une théorie de Cordey qui plaisait beaucoup à son père : « Les peintres comme les gymnastes doivent se maintenir en forme. Ils doivent garder leur vue claire et leurs gestes précis et de bonnes jambes pour aller au paysage ». En janvier 1896, il expose plusieurs dizaines de tableaux en compagnie de Georges Alfred Chaudet à « L'Art international », au 36 rue de Chateaudun.
Selon Monneret, « Cordey est également un ami de Cabaner, et l'une de ses œuvres figure dans la liste citée par Cézanne à Zola des œuvres donnés pour venir en aide au musicien ». Il admire aussi Nina de Callias (l'une de ses toiles représente Le Jardin de Madame Callias), et Léon Dierx dont il fait les portraits. Léon Dierx, prince des poètes est acheté par le docteur Viau en 1899.
Paysagiste attentif, il séjourne non loin de Camille Pissarro à Neuville-sur-Oise et Éragny. Il participe au Salon d'automne dès sa création en 1903 et jusqu'en 1908. Il est nommé sociétaire de ce Salon en 1904, année où il expose six peintures.
Au Salon de 1906, il est présent avec dix peintures dont six des bords de l'Oise. Il n'expose que rarement, cependant les critiques d'art Adolphe Tabarant, Paul Alexis et Gustave Geffroy se montrent très élogieux dans la préface de l'exposition rétrospective de Cordey en 1913-1914 à la galerie Choiseul à Paris. Adolphe Thalasso en a donné en février 1914, un compte-rendu dans L'Art et les Artistes louant ses paysages d'Éragny.

## Œuvres dans les collections publiques
- Nevers, préfecture de la Nièvre : Plat de pêches, 1906, huile sur toile, exposée au Salon d'Automne de 1906 ;
- Paris musée d'Orsay : Madame Cordey faisant de la tapisserie, 1879, huile sur toile, 92,1 × 73 cm[6].

## Salons
- Salon des indépendants de 1887 ;
- Salon d'automne de 1903 à 1908.

## Expositions
- 1877 : exposition à Paris avec les impressionnistes ;
- hiver 1897-1898 : Paris, galerie Le Barc de Boutteville ;
- hiver 1913-1914 : Paris, galerie Choiseul, Frédéric Samuel Cordey.

## Galerie

Œuvres non localisées attribuées à Frédéric Samuel Cordey
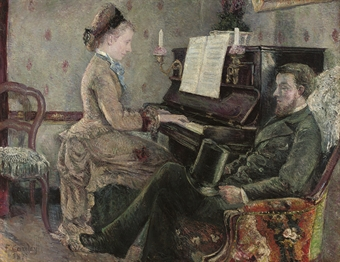
Auditoire captivé, 1877.
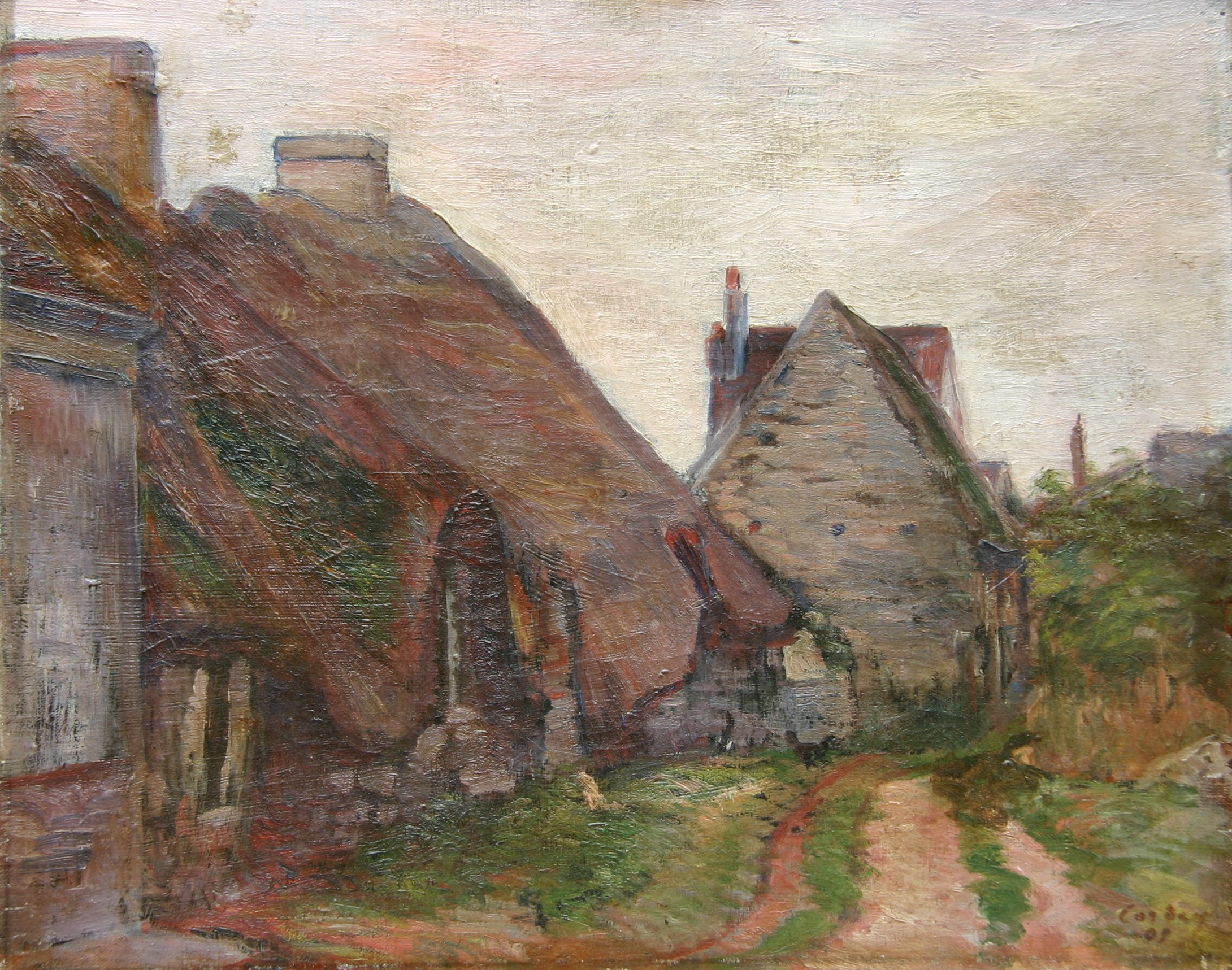
Les Chaumes du gré à Auvers sur Oise, vers 1890.
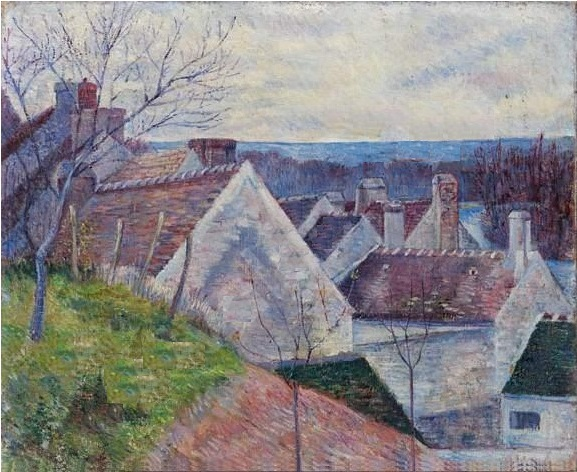
Les toits, le matin, 1892.
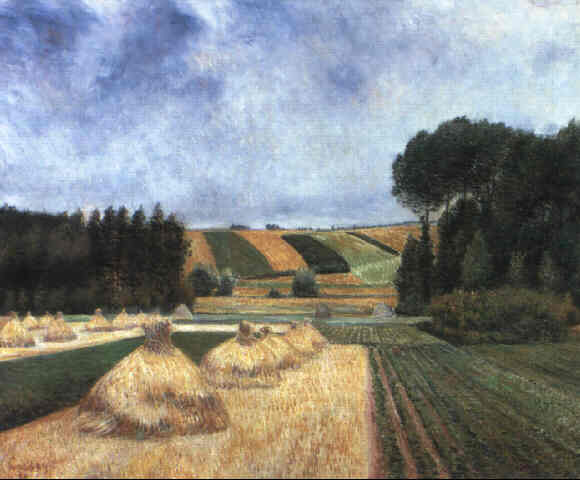
Paysage aux meules, 1895.
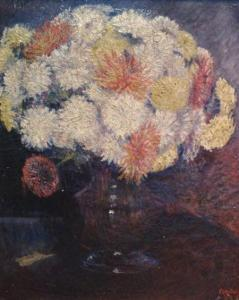
Chrysanthèmes blanches dans un vase, 1898.
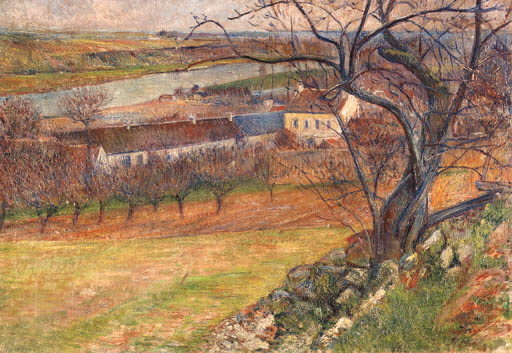
Village par un ruisseau, vers 1900.
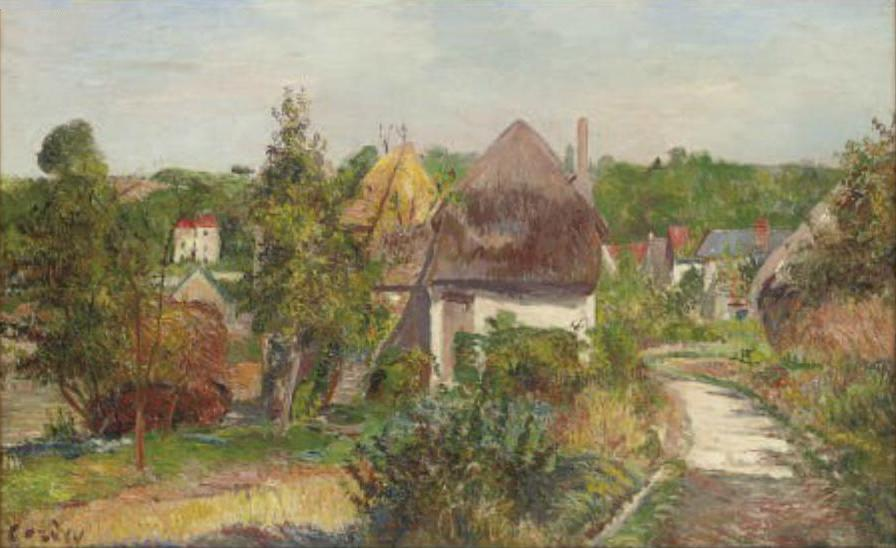
Un chemin à travers le village, vers 1900.
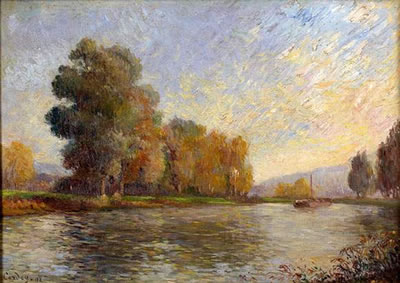
Rivière, vers 1900.
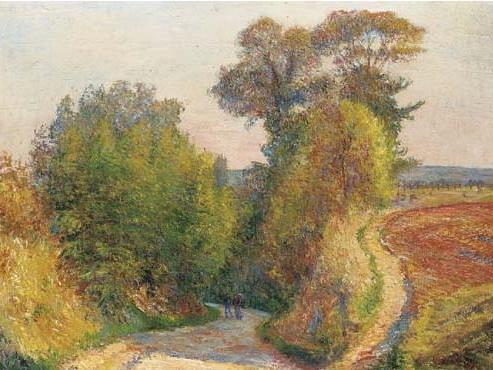
Un paysage au soleil couchant, vers 1900.
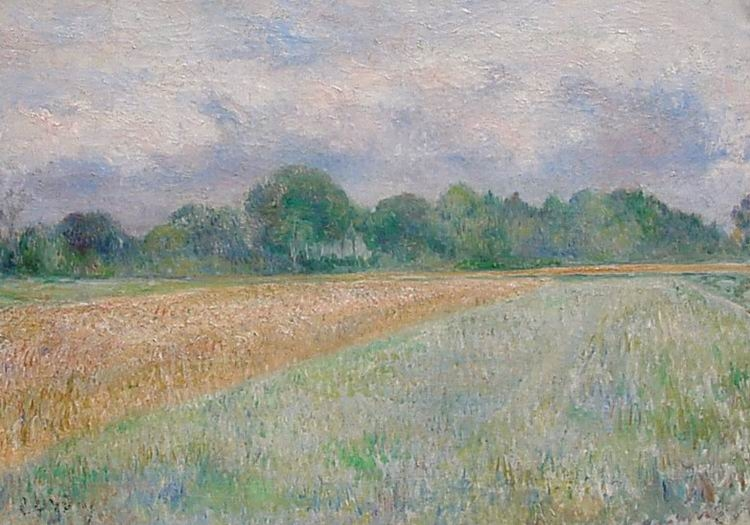
À l'orée du bois, 1901.
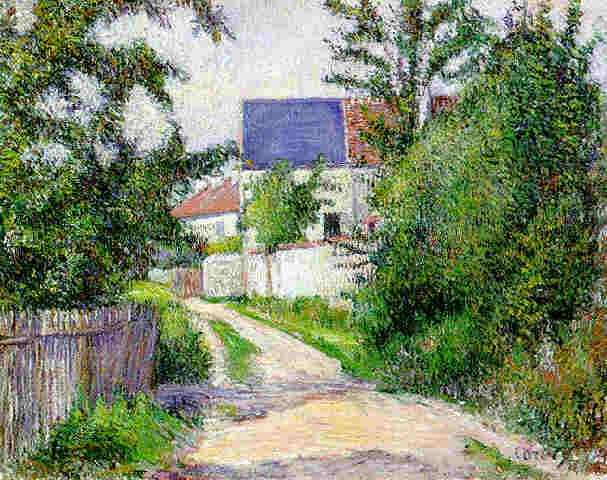
Ruelle à Auvers-sur-Oise, vers 1903.